# Grotte de Saint-Cézaire
La grotte de Saint-Cézaire est une cavité aménagée pour le tourisme, située dans les Alpes-Maritimes, à 15 km à l'ouest de Grasse, à 2 km du village de Saint-Cézaire-sur-Siagne.

## Géologie
La grotte de Saint-Cézaire-sur-Siagne se situe dans un ensemble géologique datant d'environ 140 millions d'années. Cet horizon constitue un ensemble épais de 70 à 170 mètres de calcaire à patine gris clair, en bancs réguliers souvent riches en ammonites.
La région n'a pas subi de transformations violentes lors de sa formation. Les terres étaient alors recouvertes d'eau, et recevaient les sédiments et les alluvions qui venaient se déposer en bancs géologiques.
C'est vers la fin de l'ère tertiaire, environ 6 à 10 millions d'années, que cet ensemble se soulève et émerge de la mer (en même temps que la deuxième phase alpine). Les eaux contenues en surface se retirent dans les vallées pour former de véritables mers intérieures. C'est à ce moment-là que commence le travail d'érosion. Le climat ainsi que les fortes précipitations dessinent alors le relief de la région. Les eaux rejoignent les mers par la formation de diaclases et de lapiaz créant ainsi des réseaux actifs. On assiste alors à la formation de salles, des galeries et de gouffres intérieurs.
C'est à cette époque (6 millions d'années) que naît la grotte de Saint-Cézaire. La couleur des compositions, stalactites et stalagmites, provient des minéraux, des acides, et des calcaires transportés par les eaux qui se sont fixés lors de la création des grottes. Ce travail s'est effectué pendant des millions d'années.

## Historique
En 1888, défrichant son champ pour planter des vignes, Léon Dozol découvre un trou. Il creuse et un gouffre apparaît. En juin 1890, il entreprend l'exploration de l'aven. Conscient de cette richesse naturelle, il aménage le gouffre pendant des années, aidé de sa famille et d'amis. Dès 1900, l'aménagement d'escaliers permet l'ouverture de la grotte aux visiteurs; l'éclairage étant alors assuré par des bougies. L'exploitation touristique de la grotte prend rapidement de l'importance, et après la grande guerre, la famille Dozol ne se consacre plus qu'à cette seule activité, abandonnant l'agriculture. 
En 1920, Phroso, un film avec Charles Vanel tiré d'un roman d'aventure, fut tourné en partie dans les grottes par Louis Mercanton. Ce film aida à faire connaître la grotte, mais surtout, l'éclairage par de puissants projecteurs mit en valeur la transparence des cristallisations. Ce fut pour les frères Dozol une révélation. 
Dès 1921, les lampes acétylènes remplacent les bougies. En 1923, une génératrice alimente les grottes en électricité. En 1925, le bâtiment extérieur et un restaurant sont construits. 
En 1940, pour être préservée, la grotte est fermée. Elle ne rouvre qu'en 1946. Après ces six années de guerre, et bien que l'installation électrique soit hors d'usage, les frères Dozol, déterminés, se remettent au travail. Des alternateurs entraînés par des moteurs diesels ont remplacé les vieilles génératrices. 
En 1967, des topographies sont réalisées par Yves Créac’h (1921-2010).
En 2018, 40 000 visiteurs fréquentent la grotte chaque année.

## Description
La grotte s'enfonce à près de 40 m sous terre pour la partie aménagée sur un parcours d'environ 200 m.
Les principales caractéristiques sont : un concrétionnement important et la présence d’oxyde de fer (couleur rouge).
Durant des milliers d'années, l'eau a creusé, rongé, poli et travaillé des roches calcaires, donnant naissance à un grand nombre de concrétions.
La partie aménagée de la grotte de Saint-Cézaire peut se diviser en deux parties subhorizontales, terminées par un puits vertical.

### Cours supérieur
Succession de petites salles, reliées par des passages pentus où une intense activité souterraine n'a pas permis un développement important des concrétions. On y trouve notamment une stalactite de 1,5 m. 150 000 ans furent nécessaires à sa formation. L’accès à la partie basse de la grotte s’effectue par un court tunnel.

### Cours inférieur
Un cheminement moins accidenté et une suite de grandes salles. C'est le confluent de plusieurs rivières souterraines et on y constate l'apparition de fistuleuses et d’excentriques.

### Gouffre
La fin de la partie aménagée se situe à 40 m de profondeur. Le gouffre de 15 m devant lequel se termine la visite conduit la rivière souterraine vers un siphon. Des explorations y ont été menées, notamment par Éric Leman et Alain Gomez. Une traçabilité à la fluorescéine a été pratiquée et a permis de retrouver une résurgence à 5 km dans la grotte de la Foux (vallée de la Siagne).